# Prairie Fire Organizing Committee
Le Prairie Fire Organizing Committee (PFOC, Comité d'organisation - ou de mobilisation - du Prairie Fire) est un collectif américain légal, fondé en 1975 par des sympathisants proches du Weather Underground, une organisation radicale d'extrême gauche devenue clandestine, pour distribuer le livre écrit par ce dernier, Prairie Fire: The Politics of Revolutionary Anti-imperialism, qui devait permettre aux militants concernés par la lutte des Weathermen de débattre de leur position. Après une scission en 1976 au cours de laquelle certains militants créèrent la May 19th Communist Organization, qui s'engagea dans la lutte armée aux côtés de la Black Liberation Army, l'autre partie du PFOC conserva le nom de l'organisation et milita tout au long des années 1980, et jusqu'à aujourd'hui, contre le racisme, le sexisme et l'impérialisme.

## Création
Le PFOC fut créé après la diffusion de la première édition du livre Prairie Fire, le 24 juillet 1974, celui-ci ayant été publié à 40 000 exemplaires. Sa création fut suscitée par le désir de débattre des thèses exprimées dans le livre - dont le nom provenait d'une citation de Mao selon laquelle « une étincelle peut enflammer toute la plaine » -, et le PFOC, à l'origine nommé Prairie Fire Distribution Committee (PFDC, Comité de distribution de Prairie Fire) participa ensuite à la re-publication du livre et à sa diffusion plus large encore.
Le PFOC, officiellement créé à Boston en 1975, n'était pas une simple façade légale du Weather Underground: organisation nationale, il jouait d'une autonomie complète et s'opposait par ailleurs à la présence secrète de Weathermen dans ses rangs. C'est ainsi que Laura Whitehorn (en), qui appartenait secrètement au Weather Underground, fut exclue du PFOC lorsque celui-ci prit connaissance de sa double affiliation. Parmi ses membres, Clayton Van Lydegraf (en), Annie Stein, la mère d'une militante du Weather Underground entrée dans la clandestinité, Jennifer Dohrn (en), cadette de la dirigeante du Weather Underground Bernardine Dohrn, ou Susan Rosenberg (en), qui travaillait dans un centre d'accueil pour femmes de couleur à Brooklyn et qui s'associa à d'autres collectifs pour fonder la section new-yorkaise du PFOC. D'ex-membres du Weather, tels Scott Braley (en), Michael Novick ou Robert Roth (en), qui s'était rendu aux autorités en mars 1977 et avait écopé de deux ans de sursis, participèrent aussi au Comité.

## Premières actions
Le PFOC soutint à sa création les luttes de libération nationale, le Viêt-cong, le mouvement indépendantiste du Porto Rico, et les luttes féministes. Des militantes comme Judith Mirkinson (en), membre de la section du PFOC de San Francisco et ancienne membre du comité des soutiens des Black Panthers de New Haven, liaient en effet ce combat avec celui des mouvements de libération. Selon la militante antiraciste Sharon Martinas, le PFOC joua ainsi un rôle clé dans la diffusion de l'antiracisme aux États-Unis. À New York, selon la militante portoricaine Esperanza Martell, il prit part aux luttes des personnes de couleur pour l'éducation, la santé et contre les prisons. Il prit aussi la défense des inculpés de la Black Liberation Army, étant parmi les rares Blancs, selon Ashanti Alston, à assister à leurs procès.
Le PFOC participa aussi avec d'autres groupes, à la diffusion du journal clandestin du Weather Underground, Osawatomie, en le ré-imprimant. Il créa aussi le John Brown Book Club, du nom du militant blanc anti-ségrégationniste du XIXe siècle, qui avait également fourni son nom au journal Osawatomie, nommé d'après l'une de ses batailles.
Lors du conflit de Boston en 1975 au sujet du busing, le ramassage scolaire mis en place afin de lutter contre la ségrégation raciale dans les écoles, le PFOC, dont des membres comme Laura Whitehorn (en), participa à la campagne anti-raciste, défendant les habitants noirs menacés par le collectif raciste Restore Our Alienated Rights (en). Armés de battes de baseball, ils campaient ainsi devant le domicile des familles menacées par des attaques, y compris au cocktail Molotov, des groupes de white supremacy.
En juillet 1975, le PFOC organisa une assemblée nationale à Boston, puis, fin janvier 1976, la Hard Times Conference, avec d'autres groupes, dont le Parti socialiste portoricain (PSP), les United Black Workers (en), la Republic of New Afrika, Youth Against War and Fascism (en), le Parti du monde des travailleurs, l'American Indian Movement, CASA (une coordination de travailleurs chicanos), plusieurs syndicats et d'autres groupes politiques. 2 000 personnes assistèrent à la conférence, dont l'historien Howard Zinn, l'écrivaine Toni Cade Bambara, la dirigeante du SNCC Ella Baker et l'avocat William Kunstler, Radio Pacifica (en) transmettant en direct les débats.
Le comité central du Weather Underground avait cependant participé à l'organisation de la conférence, sans y être officiellement présent - puisque toujours dans la clandestinité. La Conférence fut houleuse, beaucoup de militants accusant le Weather Underground ainsi que le PFOC d'avoir délaissé sa ligne anti-impérialiste et anti-raciste au profit d'une ligne « classiste » plus orthodoxe. Peu de temps après, la section de San Francisco du PFOC publia une brochure, Class and Revolutionary Politics, dans laquelle on pouvait lire:
« pour être communiste, il ne suffit pas d'être pour la lutte des classes, le socialisme et la dictature du prolétariat. Un communiste blanc doit constamment veiller à lutter pour la libération nationale des peuples opprimés et l'autodétermination et s'opposer aux privilèges, à la suprématie blanche et au chauvinisme. »

## Dissolution du Weather Underground et persistance du PFOC
Le Weather Underground fut dissous peu de temps après l'Assemblée de janvier 1976, tandis que le PFOC continuait à militer contre le racisme, l'impérialisme, et pour la défense des prisonniers politiques américains. Paradoxalement, alors que plusieurs de ses militants s'étaient montré réticents face aux liens existant entre le PFOC, en tant que mouvement de masse légal, et le Weather Underground, organisation armée clandestine, certains rejoindront après la dissolution du Weather Underground des groupes radicaux reprochant à ce dernier d'abandonner la lutte armée.
Clayton Van Lydegraf (en) participa ainsi au Revolutionary Committee of the Weather Underground Organization, qui exclut en 1977 le comité central du Weather Underground de l'organisation (du Weather). À l'été-automne 1976, le PFOC se scinda lui aussi en deux lors d'une conférence à San Francisco, les militants de la Côte Est, comme Susan Rosenberg (en), fondant la May 19th Communist Organization, qui participa à des actions armées aux côtés de la Black Liberation Army, tandis que ceux de la Côte Ouest conservèrent le nom de l'organisation. Les militants de la Côte Est, à l'origine de la création de la May 19th, voulaient construire une organisation blanche « placée sous la direction du mouvement de libération noire » tandis que les militants de la Côte Ouest (Robert Roth (en), etc.) souhaitaient conserver une certaine autonomie. Le groupe de Chicago, qui avait rejoint au départ la May 19th, prit rapidement son autonomie.
Au printemps 1977, le John Brown Book Club, fondé par le PFOC avant sa scission, publia une brochure, The Split of the Weather Underground Organization: Struggling Against White and Male Supremacy, attaquant sur un ton cinglant le Weather Underground pour avoir soi-disant abandonné la lutte contre le racisme et le sexisme.

## Des années 1980 à aujourd'hui
Dans les années 1980, le PFOC (c'est-à-dire ceux de la Côte Ouest) ayant gardé le nom de l'organisation) participa à des actions de soutien au mouvement indépendantiste portoricain et prit la défense des prisonniers politiques, en particulier après l'arrestation en 1980 de membres des Fuerzas Armadas de Liberación Nacional Puertorriqueña (en). Il s'opposa à l'interventionnisme des États-Unis en Amérique centrale, défendant le régime sandiniste au Nicaragua et le FMLN au Salvador.
Il participe aussi à l'organisation à Chicago de la Journée internationale des femmes et rejoint dans les années 1990 le Women's Action Coalition (WAC) militant pour le droit à l'avortement. Par ailleurs, il milite aux côtés d'Act Up New York contre les insuffisances de la politique de lutte contre le SIDA, et pour le droit des personnes LGBT.
En 1996, il organisa la coalition Not On The Guest List, qui protesta lors de la Convention nationale du Parti démocrate afin de ramener sur le devant de la scène la question du racisme dans les prisons et dans l'inégale application de la peine de mort, et demandant la libération d'une centaine de prisonniers politiques lourdement condamnés dans les années 1970 et 1980.
Dans les années 2000, le PFOC a participé aux actions contre la guerre d'Irak et au mouvement altermondialiste, soutenant en particulier l'EZLN au Chiapas, ainsi qu'à des actions de lutte contre le SIDA aux côtés de la communauté portoricaine et contre les sweatshops. Ce combat contre le SIDA est relié à une lutte contre le racisme et pour la justice sociale, le Prairie Fire soulignant que la pandémie affecte en priorité les pauvres, les Noirs et les prisonniers.
Le groupe et son site semblent en sommeil depuis 2006.